# Шиян, Валентин Михайлович
Валентин Михайлович Шиян (12 марта 1941 — 21 июля 2022) — советский гандболист, выступавший на позиции разыгрывающего; советский и российский гандбольный тренер. Заслуженный тренер СССР.

## Биография
Выступал за краснодарский «Буревестник» (он же СКИФ) на позиции разыгрывающего. Бронзовый призёр чемпионатов СССР (1969, 1970, 1971), неоднократный чемпион РСФСР; бронзовый призер Спартакиады народов СССР. Выступал также за краснодарский «Урожай», будучи одним из трёх возрастных лидеров относительно молодой команды (двумя другими «ветеранами» были Виталий Крохин и Александр Козка).
Как тренер занимался подготовкой сборной РСФСР к Спартакиаде школьников 1972 года в Киеве, которая заняла 3-е место на турнире, но преимущественно известен по работе с краснодарским клубом СКИФ, с которым выиграл чемпионат СССР в 1991 и 1992 годах, а в 1990 году завоевал Кубок ИГФ. Имел звания «Заслуженный тренер СССР» и «Заслуженный учитель Российской Федерации». Занимался преподаванием физкультуры в школе в начале тренерской карьеры, позже был членом Государственной аттестационной комиссии и играл важную роль в подготовке выпускников Краснодарского университета физкультуры, спорта и туризма (в том числе кафедры теории и методики спортивных игр).
Известными воспитанниками Шияна были тренер женской сборной России Евгений Трефилов, доктор медицинских наук Виталий Скибицкий и доктор педагогических наук Василий Тхорев (преподаватель Краснодарского университета физкультуры, спорта и туризма), олимпийские чемпионы 2000 года Андрей Лавров, Олег Ходьков и Кулинченко, Станислав Владимирович, олимпийский чемпион 1992 и 2000 годов Дмитрий Филиппов, серебряный призёр Олимпиады 1980 Владимир Репьев, тренер СКИФ Дмитрий Карлов, игрок и капитан СКИФ Иван Левин, судья всероссийской категории Нух Ешугов и другие.
В последние годы жизни тяжело болел, за полгода до смерти оказался парализован.